# La Cartamoneta Italiana
La Cartamoneta Italiana "Corpus Notarum Pecuniariarum Italiae" è una pubblicazione di numismatica di Gerardo Vendemia, ideata da Guido Crapanzano ed Ermenlindo Giulianini nel 2003. Dal 2022 è affiancata da una versione digitale gratuita.

Copertina Catalogo La Cartamoneta Italiana 2026-2027 Corpus Notarum Pecuniariarum Italiae

## Storia
Il catalogo, fondato nel 2003, si occupa di numismatica, più precisamente di cartamoneta. Fu pubblicato in un primo tempo dalla casa editrice Spirali, con sede nella storica Villa San Carlo Borromeo di Senago. Nella prima edizione era composta di 352 pagine interamente a colori e offriva contenuti scientifici e informazioni frutto di ricerche e monitoraggio del mercato numismatico, in Italia e all'estero relativamente alle banconote.
La pubblicazione, dopo essere stata curata fino a fine 2009 da Ermelindo Giulianini e Guido Crapanzano, eminente numismatico scomparso nel 2022, è stata successivamente aggiornata da Gerardo Vendemia, ricercatore nel settore delle monetazioni cartacee italiane. Nota e apprezzata sia fra gli studiosi che tra i collezionisti, è la più longeva pubblicazione del settore, diffusa in oltre  2 500 copie per ciascuna edizione.
Dal 2022 dispone di una versione digitale su portale web, che la configura come una piattaforma informativa multicanale. 

## Origine
La prima pubblicazione con titolo "La Cartamoneta Italiana" venne stampata a Palermo nel 1967. L'autore era il cav. Aldolfo Minì, che nel 1997 concesse a Guido Crapanzano la licenza di riutilizzo del titolo e i diritti relativi alle illustrazioni e ai testi del catalogo stesso. In cambio venne richiesto esclusivamente un ringraziamento per "l'opera di diffusione della numismatica in Italia e nel mondo" nella prefazione alla prima edizione.

### Elenco edizioni
| EDIZIONE | ANNO      | DATA PUBBLICAZIONE | AUTORI                                                             | ISBN          |
| -------- | --------- | ------------------ | ------------------------------------------------------------------ | ------------- |
| 1        | 2003      | Maggio 2003        | Guido Crapanzano, Ermelindo Giulianini                             | n.d.          |
| 2        | 2003      | Ottobre 2003       | Guido Crapanzano, Ermelindo Giulianini                             | n.d.          |
| 3        | 2004      | Marzo 2004         | Guido Crapanzano, Ermelindo Giulianini                             | 9788877706447 |
| 4        | 2005      | Ottobre 2004       | Guido Crapanzano, Ermelindo Giulianini                             | 9788825301090 |
| 5        | 2006      | Ottobre 2005       | Guido Crapanzano, Ermelindo Giulianini                             | 9788825301090 |
| 6        | 2007      | Ottobre 2006       | Guido Crapanzano, Ermelindo Giulianini                             | 9788877707581 |
| 7        | 2010-2011 | Ottobre 2009       | Guido Crapanzano, Ermelindo Giulianini                             | 9788877708779 |
| 8        | 2014-15   | Novembre 2013      | Guido Crapanzano, Ermelindo Giulianini, revisione Gerardo Vendemia | 9788890666476 |
| 9        | 2015-2016 | Novembre 2014      | Guido Crapanzano, Ermelindo Giulianini, revisione Gerardo Vendemia | 9788890666476 |
| 10       | 2017-18   | Ottobre 2016       | Guido Crapanzano, Ermelindo Giulianini, revisione Gerardo Vendemia | 9791220013635 |
| 11       | 2019-20   | Ottobre 2018       | Guido Crapanzano, Ermelindo Giulianini, Gerardo Vendemia           | 9791220013635 |
| 12       | 2023-2024 | Maggio 2022        | Guido Crapanzano, Ermelindo Giulianini, Gerardo Vendemia           | 9791221006759 |
| 13       | 2026-2027 | Maggio 2025        | Gerardo Vendemia                                                   | 9791221091793 |